# Lihue Airport
Lihue Airport ligt in Lihue aan de zuidoost kant van het eiland Kauai in de Amerikaanse staat Hawaï. In 2010 bediende het vliegveld 2,3 miljoen passagiers.

## Geschiedenis
Lihue Airport werd in 1949 opengesteld voor de burgerluchtvaart toen Port Allen Airport in Hanapepe te klein werd.